# Technische Akustik
Die Technische Akustik ist eine Ingenieurwissenschaft auf der Basis der physikalischen Akustik, die sich mit dem akustischen Verhalten von Maschinen, Geräten, Anlagen, Werkstoffen oder Räumen befasst. Zur Ausbildung gehören die Grundlagen der Schallerzeugung, der Schallausbreitung in verschiedenen Medien, die Wahrnehmung, Aufzeichnung und Messung des Schalls. Wichtige Teilgebiete sind die Elektroakustik, die Bauakustik und die Maschinenakustik.
Praktische Arbeitsfelder erstrecken sich von der Schalldämmung und der Lärmbekämpfung in Bauwesen und Maschinenbau über die Tonaufnahme- und Wiedergabetechnik bis hin zur Verbesserung der Hörsamkeit von Räumen. 